# Simon-Joseph Pellegrin
Simon-Joseph Pellegrin (Marsiglia, 1663 – Parigi, 5 settembre 1745) è stato un poeta, librettista e drammaturgo francese dell'Ordine dei Servi di Maria.

## Biografia
Nato a Marsiglia, fu subito destinato alla carriera ecclesiastica, da qui il titolo di "abbé", che portò per tutta la vita. 
Fu religioso dell'Ordine dei Servi di Maria a Moustiers-Sainte-Marie e ben presto s'imbarcò su una nave come cappellano. Nel 1703 torò in Francia e si stabilì a Parigi, ove compose i suoi primi lavori poetici. Fra questi, la sua "Epistola a Luigi XIV Re di Francia", in cui venivano celebrate le prodezze militari del sovrano, gli comportò il premio dell'Académie française nel 1704. Grazie all'aiuto di Madame Maintenon, riuscì a sottrarsi alle pressioni dei superiori, che desideravano un suo rapido rientro in comunità. Tuttavia, una dispensa papale lo integrò nella Congregazione cluniacense, e da allora si mise al servizio di diverse scuole, per le quali fornì diversi salmi, cantici e poesie. Questa ispirazione non gli impedì, però, di porre il suo talento al servizio dell'Opera. Di lui disse Antoine de Léris:"...era un eccellente grammatico e un autore molto fecondo; a questo egli aggiungeva una bontà naturale, una grande semplicità di costumi. Per rispetto del suo carattere, faceva apparire la maggior parte delle sue opere drammatiche sotto il nome di suo fratello, Jaques Pellegrin, detto il Cavaliere".
In ambito drammaturgico, collaborò con Michel Pignolet de Montéclair, per il quale compose il libretto della tragedia Jepthe. Questa aprì la strada alla collaborazione di Pellegrin con Jean-Philippe Rameau, per il quale compose le parole dell'Hippolyte et Aricie, la sua prima tragedia lirica, scritta su ispirazione del prologo dello Jepthe.
È autore della celebre melodia natalizia "Vieni, divin Messia" (originale: "Venez divin Messie"), contenuta nei Cantiques Spirituelles.

## Opere
- Poésies chrétiennes (1702)
- Télémaque & Calypso, tragedia di Destouches (1704)
- Renaud ou la suite d'Armide, tragedia di Desmarest (1705)
- Histoire de l’Ancien et du Nouveau Testament, avec le fruit qu’on en doit tirer, le tout mis en cantiques. 2e éd. (seguita da) Airs notez pour l’histoire de l’Ancien et du Nouveau Testament, Paris, Le Clerc. (1713)
- Médée & Jason, tragedia di Joseph François Salomon (1649-1732) (1713)
- Les Festes de l'Eté, opera balletto di Montéclair (1716)
- Le Jugement de Pâris, pastorale eroica, con M.lle Barbier (1718)
- Les Plaisirs de la campagne, opera balletto di Toussaint Bertin de La Doué (v.1680-1743) (1719)
- Noël nouveaux sur les chants des Noëls anciens et chansons spirituelles pour tout le cours de l'année. Sur les airs d'opéra et vaudevilles très-connus notez pour en faciliter le chant. Nouv. éd. Paris, Le Clerc. (1722)
- Polydore, tragedia di Stuck e La Serre (1724)
- Télégone, tragedia di Louis de Lacoste (v. 1675 - v. 1753) (1725)
- La Princesse d'Élide, balletto eroico di Villeneuve (1728)
- Les Présents des Dieux, dans le ballet héroïque Le Parnasse di Colin de Blamont (1729)
- Jephté, tragedia di  Montéclair (1732)
- Pélopée, tragedia (1733)
- Hippolyte & Aricie, tragedia di Jean-Philippe Rameau
- Les Fêtes d'Hébé, opera balletto di Jean-Philippe Rameau, in collaborazione con Gautier de Mondorge, La Pouplinière et Bernard.(1739)
- Prologue d'Alphée e Aréthuse di Montéclair per l'opera di Campra, Aréthuse.(1752)